# Ponte Caldelas
Ponte Caldelas ist eine galicische Gemeinde in der Provinz Pontevedra im Nordwesten Spaniens mit 5.580 Einwohnern (Stand: 2024). 

## Geografie
Ponte Caldelas grenzt im Norden an die Gemeinde Cotobade, im Süden an Fornelos de Montes und Soutomaior, im Osten an A Lama und im Westen an die Gemeinde Pontevedra.

## Bevölkerungsentwicklung der Gemeinde
Legende: Puente-Caldelas___Ponte Caldelas

## Gemeindegliederung
Die Gemeinde Ponte Caldelas ist in neun Parroquias gegliedert:
| Parroquias     | Patrozinium   | Einwohner 2024 | Fläche km² | Dichte Einw./km² | Höhe msnm | Ortskennzahl |
| -------------- | ------------- | -------------- | ---------- | ---------------- | --------- | ------------ |
| Anceu          | Santo André   | 153            | 6,17       | 25               | 387       | 36043010000  |
| Caritel        | Santa María   | 237            | 4,93       | 48               | 438       | 36043030000  |
| Castro Barbudo | Santa María   | 89             | 4,92       | 18               | 372       | 36043020000  |
| Forzáns        | San Fiz       | 129            | 3,24       | 40               | 418       | 36043040000  |
| A Insua        | Santa Mariña  | 906            | 15,05      | 60               | 252       | 36043050000  |
| Ponte Caldelas | Santa Eulalia | 2.193          | 22,22      | 99               | 318       | 36043070000  |
| Taboadelo      | Santiago      | 186            | 5,04       | 37               | 244       | 36043080000  |
| Tourón         | Santa María   | 1.116          | 16,28      | 69               | 291       | 36043090000  |
| Xustáns        | San Martiño   | 544            | 9,09       | 60               | 279       | 36043060000  |

## Wirtschaft
| Ackerbau, Viehzucht und Fischerei                                                  | 040   | 02,01  |
| Industrie                                                                          | 0334  | 016,74 |
| Bauwirtschaft                                                                      | 0206  | 010,33 |
| Dienstleistungsbetriebe                                                            | 1.415 | 070,93 |
| Total                                                                              | 1.995 | 100,00 |
| * Daten aus dem Statistischen Amt für Wirtschaftliche Entwicklung in Galicien, IGE |       |        |